# Paphiopedilum concolor
Paphiopedilum concolor é uma espécie de orquídea (Orchidaceae) do Sudeste Asiático.